# Anzia semiteres
Anzia semiteres är en lavart som först beskrevs av Mont. & Bosch, och fick sitt nu gällande namn av Stizenb. Anzia semiteres ingår i släktet Anzia och familjen Parmeliaceae.   Inga underarter finns listade i Catalogue of Life.